# Psylomelan

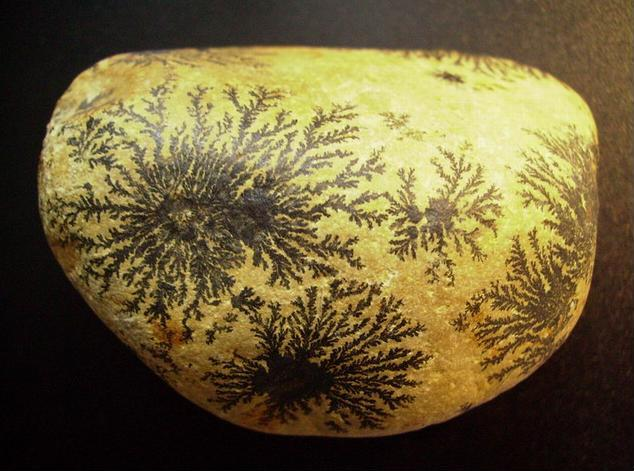
Dendryty psylomelanu

Psylomelan (romanechit) – drobnoziarnista lub skrytokrystaliczna mieszanina tlenków baru i manganu.  Dawniej uważana była za odrębny minerał. 
Nazwa minerału wywodzi się od greckiego psilos = gładki (nagi) i melas = czarny, co jest związane z barwą i wyglądem skupień tej substancji.

## Właściwości
Wzór chemiczny (przybliżony): (Ba,Mn2+)3(O,OH)6Mn8O16
- Twardość w skali Mohsa: 5,5-6,5
- Gęstość: 4,35-4,70g/cm3
- Układ krystalograficzny: tetragonalny lub jednoskośny
- Rysa: czarna lub czarnobrunatna
- Barwa: czarna, brunatnoczarna, szara
- Przełam:  nierówny, muszlowy
- Połysk:  półmetaliczny, srebrzysty
- Łupliwość: brak

Głównym składnikiem psylomelanu jest kryptomelan i hollandyt.   Zazwyczaj zawiera niewielkie ilości glinu, żelaza, potasu, kadmu, kobaltu, cynku.   Psylomelan  jest kruchy, nieprzezroczysty.  Występuje w skupieniach  ziemistych, proszkowych skorupowych, nerkowatych, groniastych i kulistych – czarne szklane głowy.  Tworzy nacieki stalaktytowe. Bardzo często tworzy dendryty.  Bardzo łatwo rozpuszcza się w kwasach:  solnym,  siarkowym, szczawiowym i cytrynowym.  W płomieniu dmuchawki rozpryskuje się, barwiąc go na zielono. 

## Występowanie
Psylomelan jest substancją dość pospolitą i szeroko rozpowszechnioną.  Współwystępuje z kalcytem, barytem, syderytem, limonitem, piroluzytem. 
Powstaje w strefie wietrzenia. Stanowi też składnik utworów hydrotermalnych i niektórych osadów bagiennych i jeziornych. 
Główne miejsca występowania na świecie:
Niemcy (Schneeberg w Rudawach; Ilmenau w Turyngii; Eisenbach, Schwarzwald; Ilfield w Harzu; Solnhofen w Bawarii), Wielkiej Brytanii (Restomel, Lainvery, Kornwalia), Ukraina (Nikipol,  Nizina Czarnomorska),  Włochy (Elba), Słowacja (Żeleznik), Czechy (Pribram), Gruzja (Cziatura, Ural),  Rosja (okolice Jekaterynburga), Indie (Nagpur), Stany Zjednoczone (nad Jeziorem Górnym), Brazylia (Ouro Preto, Minas Gerais) i Meksyk (Zacateus)
Główne miejsca występowania w Polsce:
złoża kruszców w Miedziance i Miedzianej Górze k. Kielc, rejon śląsko-krakowski (współwystępuje z rudami  cynku i ołowiu), okolice Sanoka  (Karpaty) i Pińczowa (Dolina Nidy), Góry i  Pogórze Kaczawskie (Leszczyna, Nowy Kościół, Stanisławów k. Jawora, Biegoszów k. Świerzawy), Góry Sowie (Głuszyca, Jedlina Zdrój),  pegmatyty granitowe z rejonu Strzegomia  i Strzelina.

## Zastosowanie
- ważna ruda manganu,
- bywa stosowany jako kamień ozdobny,
- w jubilerstwie (szlifowany w formie kaboszonów) służy jako imitacja hematytu,
- atrakcyjny kamień kolekcjonerski.